# Козельці донські
Козельці донські (Tragopogon tanaiticus Artemczuk) — вид рослин роду козельці (Tragopogon) родини айстрових (Asteraceae).

## Систематика
Вид близький до козельців донецьких (Tragopogon donetzicus Artemczuk) . Останні в деяких джерелах є синонімом козельців донських, або їхнім імовірним стабілізованим гібридом з козельцями українськими (Tragopogon ucrainicus Artemcz).

## Поширення
За типом ареалу це східно-причорноморський вид. Ареал виду охоплює басейн Сіверського Дінця, у межах України він поширений на території трьох східних адміністративних областей: Харківської, Донецької та Луганської.

## Чисельність, статус охорони
Рідкісний вид рослин, що потребує охорони.
Внесений до Європейського червоного списку (віднесений до категорії «Невизначені»).
Охороняється на обласному рівні рішеннями Донецької та Луганської обласних рад, проте до останнього видання «Червоної книги України» не внесений (там є близький вид — козельці донецькі).